# Vramsåns mynningsområde
Vramsåns mynningsområde este o arie protejată (arie de protecție specială avifaunistică — SPA) din Suedia întinsă pe o suprafață de 94,4 ha, integral pe uscat.

## Localizare
Centrul sitului Vramsåns mynningsområde este situat la coordonatele 55°55′48″N 14°12′13″E / 55.9301°N 14.2037°E.

## Înființare
Situl Vramsåns mynningsområde a fost declarat arie de protecție specială avifaunistică în decembrie 1996 pentru a proteja 9 specii de animale.

## Biodiversitate
Situată în ecoregiunea continentală, aria protejată nu include niciun habitat protejat.
La baza desemnării sitului se află mai multe specii protejate de  păsări (9): gâscă de semănătură (Anser fabalis), erete de stuf (Circus aeruginosus), erete vânăt (Circus cyaneus), lebădă de iarnă (Cygnus cygnus), șoim de iarnă (Falco columbarius), cocor (Grus grus), gaia roșie (Milvus milvus), vultur pescar (Pandion haliaetus), bătăuș (Philomachus pugnax).